# القديس كازيمير
القديس كازيمير (بالإنجليزية: Saint Casimir)‏ (و. 1458 – 1484 م) هو سياسي، من دوقية لتوانيا الكبرى، ولد في كراكوف، توفي في غرودنو، عن عمر يناهز 26 عاماً، بسبب سل.